# Peperomia moreliana
Peperomia moreliana är en pepparväxtart som beskrevs av Truman George Yuncker. Peperomia moreliana ingår i släktet peperomior, och familjen pepparväxter. Inga underarter finns listade i Catalogue of Life.